# Ramón Ferreñac
Ramón Ferreñac (Zaragoza, 1763-Zaragoza, 8 de diciembre de 1832) fue un organista y compositor de música clasicista español.

## Biografía
Hijo de Manuel Ferreñac (1740-1803), mencionado en la Basílica del Pilar de Zaragoza por primera vez en 1767. Inicialmente se dedicaba a «entonador del órgano», es decir levantador de los fuelles —en ese momento para el organista Joaquín de Nebra—, o «quitar y poner libros de coro», trabajos sencillos, para posteriormente ir subiendo la categoría de sus trabajos. En 1777 accedió al puesto de primer bajonista, llegando más tarde a ser docente en el Colegio de Infantes del Pilar y un músico reconocido. Por tanto, es de suponer que su hijo, Ramón Ferreñac, se educó musicalmente en el Colegio de Infantes del Pilar, a pesar de que no hay pruebas documentales.

### Maestría en Huesca
Inició su carrera musical como maestro de capilla y organista de la catedral de Huesca, puesto para el que fue nombrado el 8 de junio de 1781, con apenas 17 o 18 años. Pasó las oposiciones ganando a Cayetano Aragüés, según la decisión del juez, el maestro de capilla de la Catedral de Barbastro.
Durante su estancia en Huesca se presentó a las oposiciones para la maestría en la Catedral de Segovia el 19 de julio de 1782, por lo que tuvo que pedir permiso, el cual obtuvo. Pero como su ausencia se produciría durante las Fiestas de San Lorenzo, tuvieron que sustituirlo su padre, Manuel, en el cargo de maestro de capilla, y su antiguo alumno, Manuel Antonio Sanclemente, como organista. El hecho fue documentado también en el Pilar, ya que Manuel también tuvo que pedir permiso para ausentarse.

[...] el maestro de capilla pidió licencia para pasar a Segovia a la oposición del magisterio de capilla y se le con cedió, con tal que deje en sustituto al que propone, a saber: a Don Antonio Sanclemente, racionero y organista de Alquézar, quien, como lo promete, deberá desempeñar las funciones ordinarias y extraordinarias que ocurran y además deberá volver [...] el mismo D. Ramón [Ferreñac] concluido el mes poco más o menos.
Resoluciones, actas del Cabildo de la Catedral de Huesca

Ferreñac, con apenas 18 o 19 años, quedó entre los últimos clasificados, obteniendo el cargo Francisco Gutiérrez.
En 1784 se ordenó en Zaragoza, percibiendo como salario anual 72 libras jaquesas. Poco después, el 4 de febrero de 1784, se presentó a las oposiciones para maestro de capilla de la Catedral de Orihuela, cargo que tampoco consiguió.

### Estancia en Zaragoza
Su fama creció en Zaragoza, donde debía ser bien conocido, de forma que el 15 de diciembre de 1785 es nombrado organista suplente del Pilar por el cabildo.
Un año después anunció que el cabildo de la catedral de Jaén le había nombrado maestro de capilla, para hacer presión. En consecuencia se le ofreció el puesto y la dotación de 170 sueldos del primer organista, tras la jubilación de su titular Joaquín Soriano.
En 1798 Ferreñac, junto con los maestros de capilla de La Seo, Francisco Javier García Fajer, y El Pilar, Vicente Fernández, presentaron un escrito reclamando un segundo organista, teniendo en cuenta que El Pilar tenía tres órganos y La Seo uno, además del trabajo de formación de los infantes del que se encargaba Ferreñac. En 1799 se eligió a Pedro León Gil para el puesto de organista segundo de La Seo y a Juan Navasa para El Pilar. Navasa partió en 1801 y se nombró a Manuel Sanclemente.
La primera década de 1800 fue muy difícil en Zaragoza, marcada por la invasión francesa y los dos sitios.
En 1812, por primera y única vez, fue reprendido por el cabildo, «que en atención al tesón y falta de adhesión del organista Ferreñac a lo que se había convenido por los censores y señores comisionados del cabildo, se le corrija o castigue, cuya propuesta se remitió a la misma junta de facultativos.» El problema se originó cuando en 1812 se organizaron las oposiciones para el magisterio de la capilla de La Seo, de las que Ferreñac debía ser miembro del tribunal calificador. Se presentaron Ramón Cuéllar, maestro de capilla de la Catedral de Huesca; Manuel Sanclemente, racionero de La Seo y alumno de Ferreñac; y Antonio Ibáñez, maestro de capilla de la Colegiata de Borja. Ibáñez, molesto por la calificación de Ferreñac, contestó la pertenencia de Ferreñac a los examinadores por conflicto de intereses —al  ser Sanclemente alumno suyo— y falta de categoría —Ferreñac había sido reprobado en unas oposiciones en Segovia. Ferreñac solicitó retirarse del tribunal, hecho que el capítulo llevó a los juristas y produjo la amonestación. Finalmente ganó Cuéllar con catorce votos.
En 1814 participó de nuevo como juez en unas oposiciones al puesto de maestro de capilla de El Pilar, que finalmente ganaría Antonio Ibáñez. No debió ser una elección fácil, teniendo en cuenta que dos años antes Ibáñez había denunciado a Ferreñac e iba a ser compañero de una categoría superior y que Cuéllar había sido su rival en esas mismas oposiciones. El caso es que Ibáñez trajo nuevos aires musicales a La Seo.
No hay muchas más noticias suyas hasta su muerte, aparte de que peritó el órgano de la iglesia de San Pablo de Zaragoza e inauguró el órgano de la catedral de Calahorra.

## Obra
Ferreñac es autor de dos tratados de música, el conocido Método teórico-práctico para aprender a acompañar con el bajo numerado y sin numerar y el Llave de la modulación extraña.
Ha sido elogiado por sus sonatas a dos y cuatro manos por musicólogos de la talla de Antonio Lozano y Felipe Pedrell. Sus sonatas estaban trabajadas como verdaderas sinfonías clásicas a decir de González Valle. A estas obras hay que unir las composiciones para dos órganos, ambos grupos forman una música plenamente incorporada a su tiempo, clasicista, inspirada en melodías y aires populares regionales.
Un segundo grupo de obras las representan las realizadas para órgano, que son más bien barrocas, imitativas y repetitivas, de un estilo severo y tradicional.